# Japansk cettia

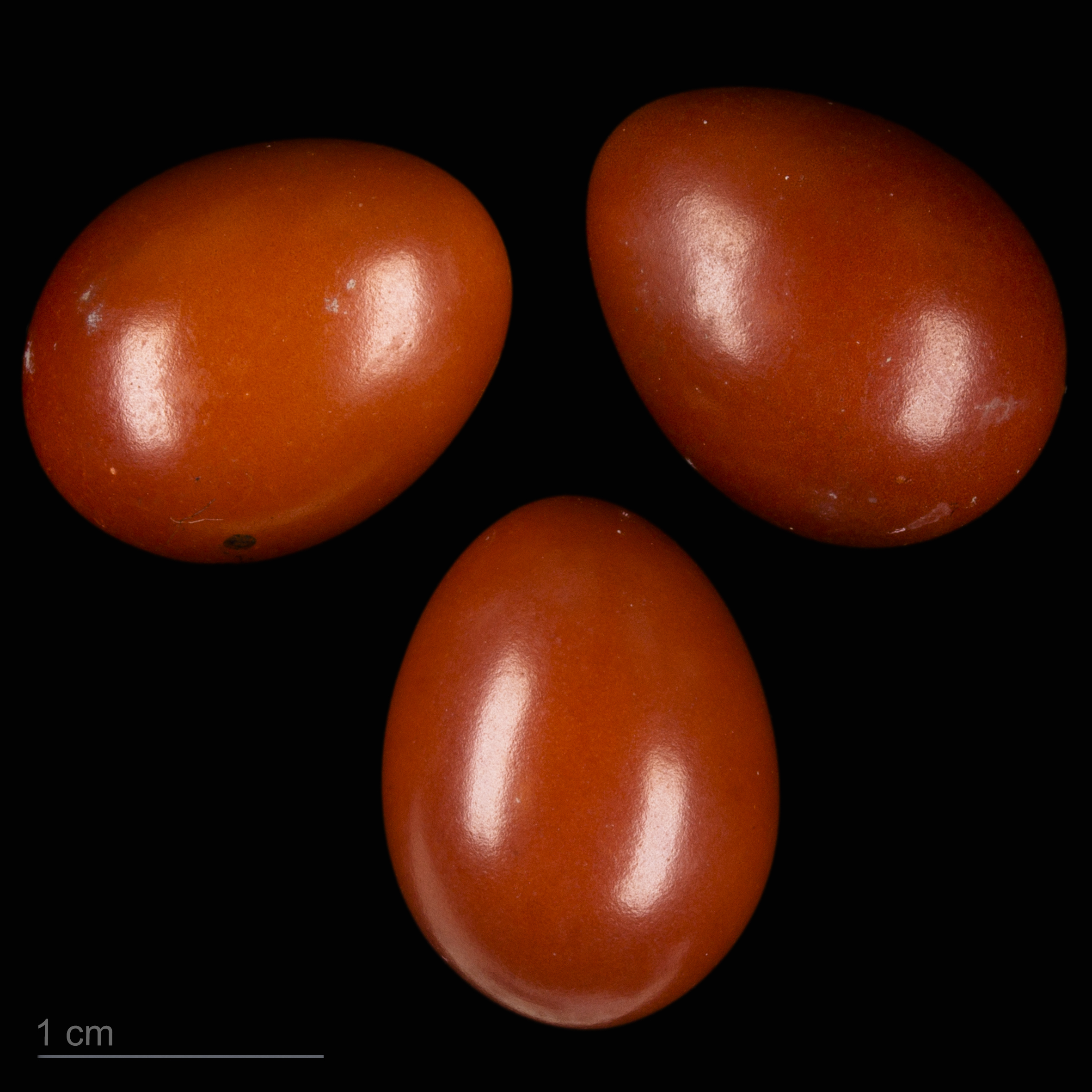
Horornis diphone cantans

Japansk cettia (Horornis diphone) är en välkänd östasiatisk fågel i familjen cettior inom ordningen tättingar.

## Kännetecken

### Utseende
Japansk cettia är en stor (14-16 cm) och kraftig cettia. Vingarna är relativt långa och tydligt runda, stjärten likaså rätt lång men typiskt lös, tunn och rufsig. Fjäderdräkten är jämnt olivbrun ovan med varmare bruna vingpennor och kanter på tertialer som ofta bildar en kontrasterande bronsfärgad vingpanel. På huvudet syns ett tydligt och långt ögonbrynsstreck och undertill är den gråvit. Fåglar i vissa populationer (diphone, riukiuensis) har mer kanelbrun hjässa och gråbrunt på kind och örontäckare.

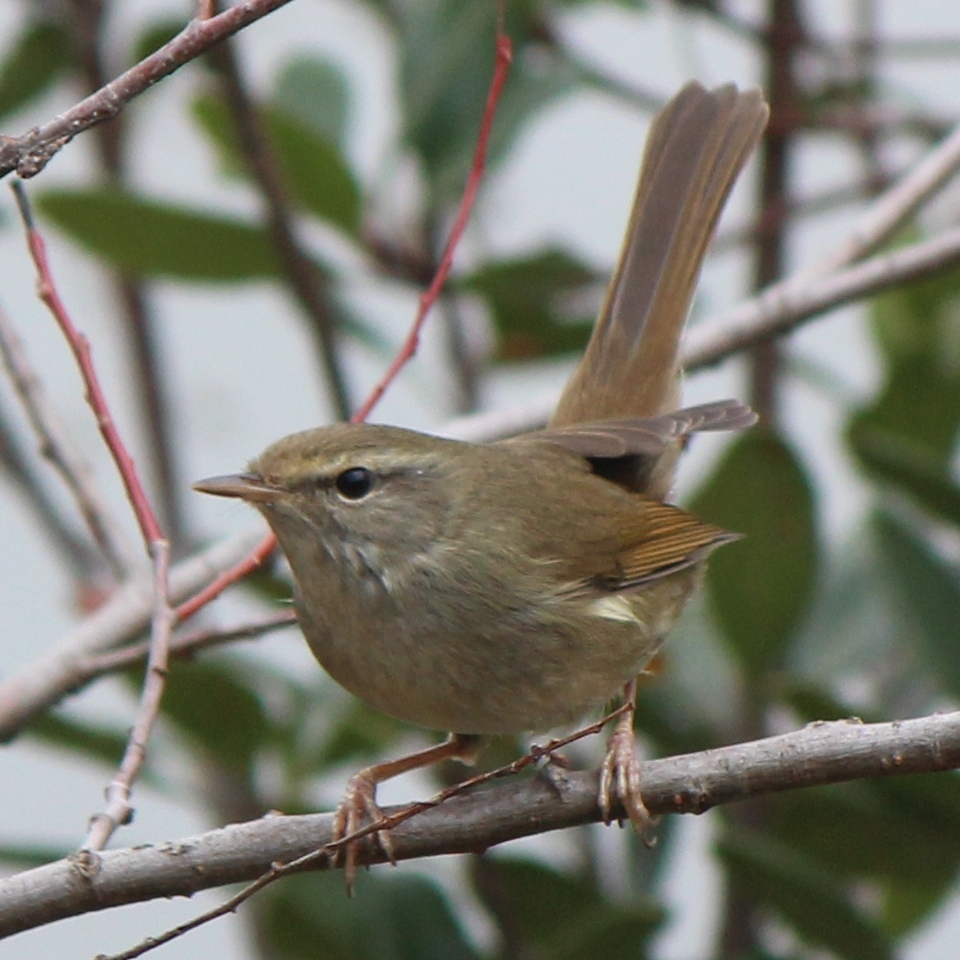

Gulahavscettia (H. canturians, tidigare behandlad som underart) har mycket större storleksskillnad mellan könen så att hane diphone är jämnstor med hona canturians men betydligt mindre än hanen av samma art. Vidare är den varmare kanelbrun ovan och ögonbrynsstrecket tunnare. Näbben är också ljusare och kraftigare.

### Läten
Sången hörs från januari i söder och från maj i norr. Den levereras dagen lång från ett träd eller buskage, en mycket karakteristisk lång och flöjtliknande vissling som avslutas med ett melodiskt men explosivt "uuweechu". Varningslätet är mycket ljudligt och demonstrativt upprepat "kek-kow", medan locklätet är ett hårt "tzhik tzhik".

## Utbredning och systematik
Japansk cettia förekommer som namnet avslöjar i de japanska öarna, men även norrut på Sachalin] och i Kurilerna samt på södra Koreahalvön. Den delas oftast upp i fem underarter med följande utbredning:
- Horornis diphone riukiuensis – södra Sachalin och södra Kurilerna samt ön  Rishiri utanför japanska Hokkaido; vintertid huvudsakligen centrala och södra Japan, med ett litet antal även i Taiwan
- Horornis diphone cantans – japanska huvudöarna samt norra Izuöarna (söderut till Aoga-shima), norra Ryukyuöarna (Tanegashima, Yakushima och Amami-Ōshima) och södra Korea (inklusive Jeju; nordliga populationer flyttar söderut till centrala och södra Japan
- Horornis diphone restrictus – södra Ryukyuöarna, från Okinawa och närliggande Kumejima söderut till Ishigaki och Iriomote; utdöd på Daitoöarna
- Horornis diphone diphone – södra Izuöarna (söderut från Tori-shima), Boninöarna och Vulkanöarna

Tidigare inkluderades även nominatformen för gulahavscettia (Horornis canturians) i japansk cettia, varvid den förra istället hade det vetenskapliga artnamnet borealis.
Japansk cettia infördes till Oahu i Hawaiiöarna mellan 1929 och 1941. Den har sedermera spritt sig till andra öar.

### Släktestillhörighet
Artena inom Horornis har tidigare ingått i släktet Cettia, men genetiska studier visar att dessa arter är närmare släkt med släktena Phyllergates, Abroscopus och Tickellia än med till exempel sumpcettia (Cettia cetti).

## Levnadssätt
Japansk cettia hittas i tät och frodig vegetation där den ofta är svår att få syn på förutom när den sjunger. Under häckningstid förekommer den i fuktiga buskmarker, igenväxta gräsmarker och tät undervegetation inne i skog med dvärgbambu (Sasa kurilensis),  upp till 3000 meters höjd på centrala Honshu och nära havsnivån på Hokkaido. I Sydkorea häckar den i blandskog med lågväxande städsegröna buskar och bambuarterna Pseudoasa japonica och Phyllostachys pubescens, på högre höjder bland rhododendronbuskar av arten Rhododendron schlippenbachii. Övervintrande fåglar i södra Japan ses i liknande tät vegetation som under sommaren, men även i vassbälten och i stadsnära trädgårdar och parker.

### Föda
Födan är dåligt känd men tros bestå huvudsakligen av ryggradslösa djur och dess larver. Den har dock observerats ta en rad olika sorters frukt under hösten.

### Häckning
Fågeln häckar mellan mars och augusti, troligen med två kullar i södra delen av utbredningsområdet med tanke på att hanen fortsätter sjunga i augusti och in i början av september. Den bygger ett kupolformat bo som placeras ungefär en meter ovan mark i dvärgbambu eller ett lågväxande buskage. Däri lägger den fyra till sex ägg som ruvas i 16 dagar, varefter ungarna är flygga efter ytterligare 14 dagar.

## Status och hot
Arten har ett stort utbredningsområde och en stor population med stabil utveckling och tros inte vara utsatt för något substantiellt hot. Utifrån dessa kriterier kategoriserar internationella naturvårdsunionen IUCN arten som livskraftig (LC).